# Farkas Ferenc Molnár
 (août 2024).
La mise en forme du texte ne suit pas les recommandations de Wikipédia : il faut le « wikifier ».
Les points d'amélioration suivants sont les cas les plus fréquents. Le détail des points à revoir est peut-être précisé sur la page de discussion.
- Les titres sont pré-formatés par le logiciel. Ils ne sont ni en capitales, ni en gras.
- Le texte ne doit pas être écrit en capitales (les noms de famille non plus), ni en gras, ni en italique, ni en « petit »…
- Le gras n'est utilisé que pour surligner le titre de l'article dans l'introduction, une seule fois.
- L'italique est rarement utilisé : mots en langue étrangère, titres d'œuvres, noms de bateaux, etc.
- Les citations ne sont pas en italique mais en corps de texte normal. Elles sont entourées par des guillemets français : « et ».
- Les listes à puces sont à éviter, des paragraphes rédigés étant largement préférés. Les tableaux sont à réserver à la présentation de données structurées (résultats, etc.).
- Les appels de note de bas de page (petits chiffres en exposant, introduits par l'outil «  Source ») sont à placer entre la fin de phrase et le point final[comme ça].
- Les liens internes (vers d'autres articles de Wikipédia) sont à choisir avec parcimonie. Créez des liens vers des articles approfondissant le sujet. Les termes génériques sans rapport avec le sujet sont à éviter, ainsi que les répétitions de liens vers un même terme.
- Les liens externes sont à placer uniquement dans une section « Liens externes », à la fin de l'article. Ces liens sont à choisir avec parcimonie suivant les règles définies. Si un lien sert de source à l'article, son insertion dans le texte est à faire par les notes de bas de page.
- La présentation des références doit suivre les conventions bibliographiques. Il est recommandé d'utiliser les modèles {{Ouvrage}}, {{Chapitre}}, {{Article}}, {{Lien web}} et/ou {{Bibliographie}}. Le mode d'édition visuel peut mettre en forme automatiquement les références.
- Insérer une infobox (cadre d'informations à droite) n'est pas obligatoire pour parachever la mise en page.

Pour une aide détaillée, merci de consulter Aide:Wikification.
Si vous pensez que ces points ont été résolus, vous pouvez retirer ce bandeau et améliorer la mise en forme d'un autre article.
 (août 2024).
Farkas Wolfgang Ferenc Molnár (1897-1945) est un architecte, peintre, essayiste et graphiste hongrois,. Il est associé à la première génération du mouvement Bauhaus et est actif à Budapest.

## Biographie
Farkas Molnár est né en 1897 à Pécs, au sud-ouest de la Hongrie. Il fréquente l'Université hongroise des beaux-arts de 1915 à 1917 puis l'Université polytechnique et économique de Budapest en 1917 avant d'en être expulsé pour ses opinions politiques marquées à gauche. 
En 1921, il devient membre de l'Université Bauhaus de Weimar et étudie auprès de Johannes Itten, puis de Walter Gropius,. En 1923, il participe à l'organisation de la première exposition du Bauhaus, au cours de laquelle il expose un plan d'une maison dite allemande : Der rote Wiirfel. En 1924, il étudie auprès de Georg Muche et Marcel Breuer et s'attache à concevoir l'extérieur et de l'intérieur de maisons mitoyennes.
Il rentre en Hongrie en 1925, où il est diplômé de l'Université de technologie et d'économie de Budapest et étudie avec Dezső Hültl (hu) et Iván Kotsis (hu). Il participe aux expositions du KUT (Képzőművészek Új Társasága) un groupe d'artistes ayant ouvert la voie au mouvement moderne en Hongrie. 
Membre fondateur de l'Association des ateliers hongrois, il prend part aux représentations d'avant-garde du théâtre de l'Âne Vert (Zöld Szamár). Molnár conçoit le "U-Theatre", une scène motorisée.
En 1929, Gropius l'invite au Congrès CIAM (Congrès International d'Architecture Moderne) à Francfort. Après son retour, il fonde une succursale CIAM en Hongrie avec Marcello Breuer et József Fischer.
Ses travaux intègrent les collections de différents musées, notamment celles du Museum of Modern Art (MoMA) et du Stedelijk Museum Amsterdam,.

## Publications
- Oskar Schlemmer, Laszlo Moholy-Nagy et Farkas Molnar, Die Bühne im Bauhaus, Langen, München, Bauhausbücher, 1925 (ISBN 978-3786114598)
- Oskar Schlemmer, László Moholy-Nagy, Farkas Molnár et Walter Gropius, A Bauhaus Színháza, Budapest, Corvina, 1978 (ISBN 9789631302493)